# 伊塞因
伊塞因（Iseyin）是非洲國家奈及利亞西南部奧約州一個城市，人口約二十多萬人。1860年，約魯巴人聖公會教徒於此傳教，並建立教堂，至此發展成農工業小鎮。而生產棉花、煙草為主的此基督教城鎮，也是當地傳統棉紡織中心。
7°58′N 3°36′E / 7.97°N 3.6°E